# Chiesa della Trasfigurazione del Signore (Giurdignano)
La chiesa della Trasfigurazione del Signore è la parrocchiale di Giurdignano, in provincia di Lecce e arcidiocesi di Otranto; fa parte del vicariato di Otranto. 

## Storia
Verso la metà del XVIII secolo l'antica chiesa giurdignanese, già esistente nel Cinquecento, era ormai insufficiente a soddisfare le esigenze dei fedeli. Così, si decise di sostituirla con una nuova parrocchiale più grande, la prima pietra della quale venne posta il 4 settembre 1756; l'edificio, costruito dal muratore Martino Carluccio a poca distanza dal precedente luogo di culto, fu portato a termine nel 1759 e poi consacrato nel 1763.
Nella prima metà degli anni settanta del Novecento si procedette ad adeguare la chiesa alle norme postconciliari mediante l'aggiunta dell'ambone e dell'altare rivolto verso l'assemblea.
La parrocchiale fu dotata nel 1999 dell'impianto di sicurezza e nel 2008 sia la chiesa che il campanile vennero interessati da un intervento di restauro e consolidamento.

## Descrizione

### Esterno
La facciata a capanna della chiesa, rivolta a occidente, è suddivisa da una cornice marcapiano in due registri, entrambi scanditi da quattro lesene; quello inferiore presenta centralmente il portale d'ingresso, sormontato da tre simulacri, e ai lati due nicchie contenenti le statue dei Santi Ambrogio e Agostino, mentre quello superiore è caratterizzato da una finestra e dal coronamento mistilineo.
Annesso alla parrocchiale è il campanile a base quadrata, la cui cella presenta su ogni lato una monofora a tutto sesto affiancata da lesene ed è coronata dalla guglia.

### Interno
L'interno dell'edificio si compone di un'unica navata, sulla quale si affacciano i bracci del transetto e le cappelle laterali, introdotti da archi a tutto sesto, e le cui pareti sono scandite da lesene corinzie sorreggenti la trabeazione modanata e aggettante sopra la quale si imposta la volta a stella; al termine dell'aula si sviluppa il presbiterio, rialzato di alcuni gradini, ospitante l'altare maggiore e chiuso dall'abside quadrangolare.
Qui sono conservate diverse opere di pregio, tra le quali la pala con soggetto la Madonna del Rosario, realizzata presumibilmente da Gian Domenico Catalano, la tela raffigurante l'Immacolata Concezione, firmata da Oronzo Tiso, e il dipinto ritraente Sant'Antonio da Padova, realizzata da Saverio Lillo.